# Élections sénatoriales de 1962 dans le Finistère
Les élections sénatoriales dans le Finistère ont lieu le dimanche 23 septembre 1962. Elles ont pour but d'élire les sénateurs représentant le département au Sénat pour un mandat de neuf années.

## Contexte départemental
Lors des élections sénatoriales du 26 avril 1959 dans le Finistère, quatre sénateurs ont été élus selon un mode de scrutin majoritaire à deux tours, trois membres du MRP : André Colin, André Monteil, Yves Hamon et un CNI : Jean Fichoux.

## Sénateurs sortants
| Sénateur | Sénateur      | Parti | Fonctions lors de l'élection en 1962                                                                               |
| -------- | ------------- | ----- | --- |
|          | André Colin   | MRP   | Sortant, président du MRP, ancien ministre, ancien député, conseiller général de d'Ouessant, ancien membre du CNR. |
|          | André Monteil | MRP   | Sortant, ancien ministre, ancien maire de Quimper.                                                                 |
|          | Yves Hamon    | MRP   | Sortant, conseiller général de Pleyben, maire de Lennon.                                                           |
|          | Jean Fichoux  | CNI   | Sortant, ancien député, conseiller général et maire d'Arzano.                                                      |

## Résultats
Il y avait quatre listes de constituées pour ces élections.
| Candidat et parti politique | Candidat et parti politique | Candidat et parti politique | Premier tour | Premier tour | Ballotage | Ballotage |
| Candidat et parti politique | Candidat et parti politique | Candidat et parti politique | Voix         | %            | Voix      | %         |
| --------------------------- | --------------------------- | --------------------------- | ------------ | ------------ | --------- | --------- |
|                             | André Colin *               | MRP                         | 777          | 44,89        | 834       | 48,92     |
|                             | André Monteil *             | MRP                         | 760          | 43,91        | 815       | 47,80     |
|                             | Yves Hamon *                | MRP                         | 729          | 42,11        | 812       | 47,63     |
|                             | Louis Guillou               | MRP                         | 677          | 39,11        | 762       | 44,69     |
|                             |                             |                             |              |              |           |           |
|                             | Jean Crouan                 | CNI                         | 514          | 29,69        | 460       | 26,98     |
|                             | Jean Fichoux *              | CNI                         | 463          | 26,75        | 429       | 25,16     |
|                             | Yves Le Bot                 | UNR                         | 402          | 23,22        | 356       | 20,88     |
|                             | Jean Le Duc                 | CNI                         | 364          | 21,03        | 428       | 25,10     |
|                             |                             |                             |              |              |           |           |
|                             | Robert Gravot               | SFIO                        | 385          | 22,24        | 447       | 26,22     |
|                             | Hervé Mao                   | SFIO                        | 361          | 20,86        | 483       | 28,33     |
|                             | Jean Charter                | CG                          | 338          | 19,53        | 529       | 31,33     |
|                             | Mr Lucas                    | Rad                         | 325          | 18,78        | 428       | 25,10     |
|                             |                             |                             |              |              |           |           |
|                             | Alphonse Penven             | PCF                         | 191          | 11,03        | 29        | 1,70      |
|                             | Gabriel Paul                | PCF                         | 186          | 10,75        | 3         | 0,18      |
|                             | Pierre Salaün               | PCF                         | 183          | 10,57        | 3         | 0,18      |
|                             | Thomas Donnard              | PCF                         | 167          | 9,44         | 3         | 0,18      |
|                             |                             |                             |              |              |           |           |
| Inscrits                    | Inscrits                    | Inscrits                    | 1 780        |              | 1 780     |           |
| Abstentions                 | Abstentions                 | Abstentions                 | 6            | 0,34         | 2         | 0,11      |
| Votants                     | Votants                     | Votants                     | 1 774        | 99,66        | 1 778     | 99,89     |
| Blancs et nuls              | Blancs et nuls              | Blancs et nuls              | 4            | 0,22         | 29        | 1,57      |
| Exprimés                    | Exprimés                    | Exprimés                    | 1 770        | 99,78        | 1 750     | 98,43     |

### Sénateurs élus
| Sénateur | Sénateur        | Parti | Fonctions lors de l'élection en 1962                                                                               |
| -------- | --------------- | ----- | --- |
|          | André Colin *   | MRP   | Sortant, président du MRP, ancien ministre, ancien député, conseiller général de d'Ouessant, ancien membre du CNR. |
|          | André Monteil * | MRP   | Sortant, ancien ministre, ancien maire de Quimper.                                                                 |
|          | Yves Hamon *    | MRP   | Sortant, conseiller général de Pleyben, maire de Lennon.                                                           |
|          | Louis Guillou   | MRP   | Ancien député, conseiller général et maire de Saint-Thégonnec.                                                     |